# Parapuzosia

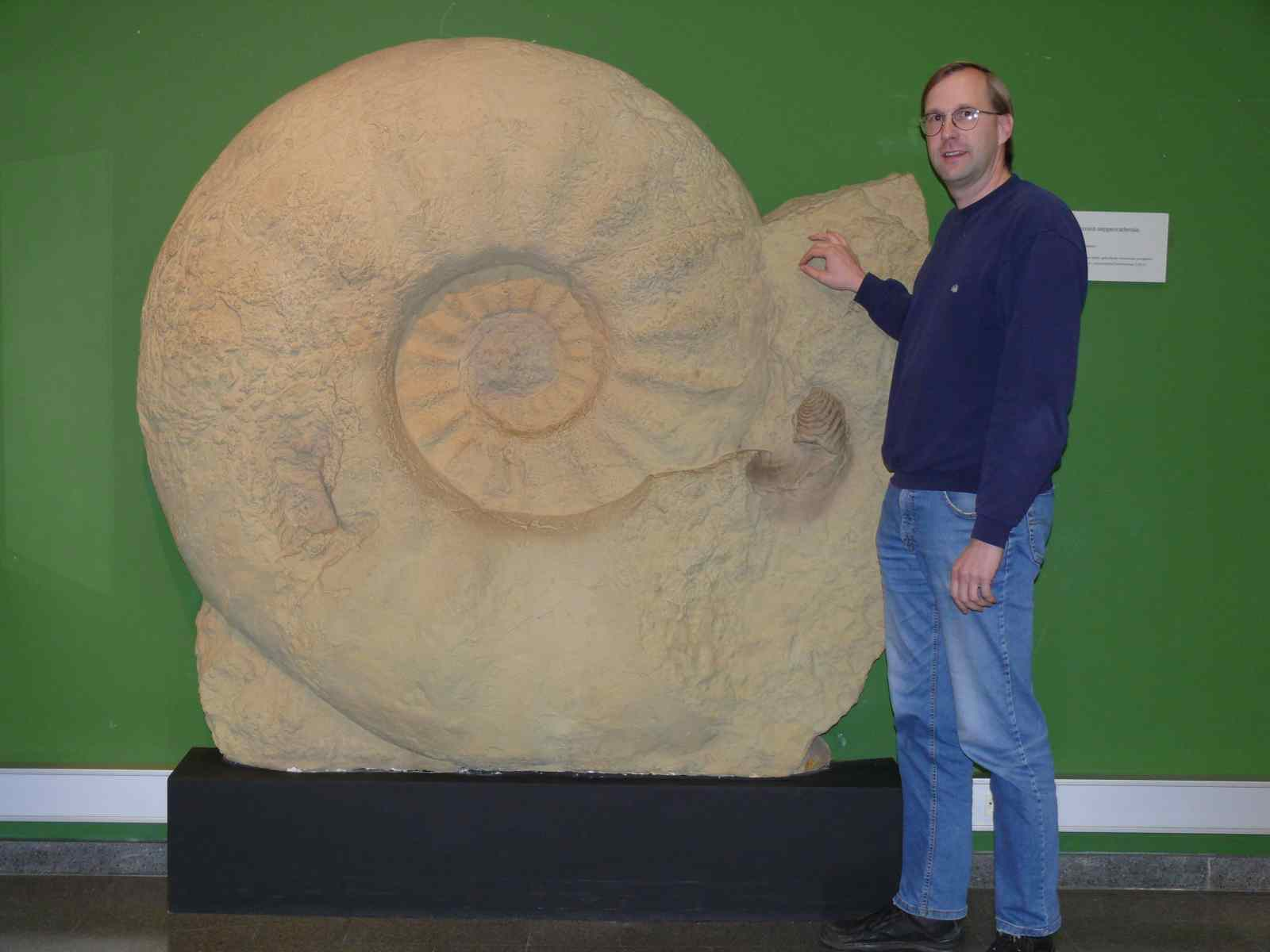
Przykładowe porównanie wielkości muszli z człowiekiem

Parapuzosia – wymarły rodzaj amonitów, żyjących w późnej kredzie.
Parapuzosia miała muszle dochodzące do gigantycznych rozmiarów (ponad 2 metry średnicy), względnie inwolutne. Ornamentacja składała się z silnych, nieprzerwanych żeberek, pomiędzy którymi mogły występować słabsze żeberka, ale tylko w okolicy brzusznej części muszli.
Parapuzosia seppenradensis (Landois, 1895) jest największym znanym amonitem. Okaz znaleziony w górnokampańskiej formacji łupków z Dülmen (okolice Seppenrade koło Münster – Westfalia, Niemcy) w 1895 roku przez H. Landois'a ma 195 centymetrów średnicy i niekompletną komorę mieszkalną. Szacuje się, że pierwotnie muszla miała ponad 2,5 metra średnicy. Oryginał ważący 3,5 tony wystawiony jest w Muzeum Historii Naturalnej w Münster. 